# Norwalk (Iowa)
Norwalk – miasto w Stanach Zjednoczonych, w stanie Iowa, w hrabstwach Polk i Warren. Zgodnie ze spisem statystycznym z 2000 roku, miasto liczyło 6 884 mieszkańców.